# Dost Muhammed

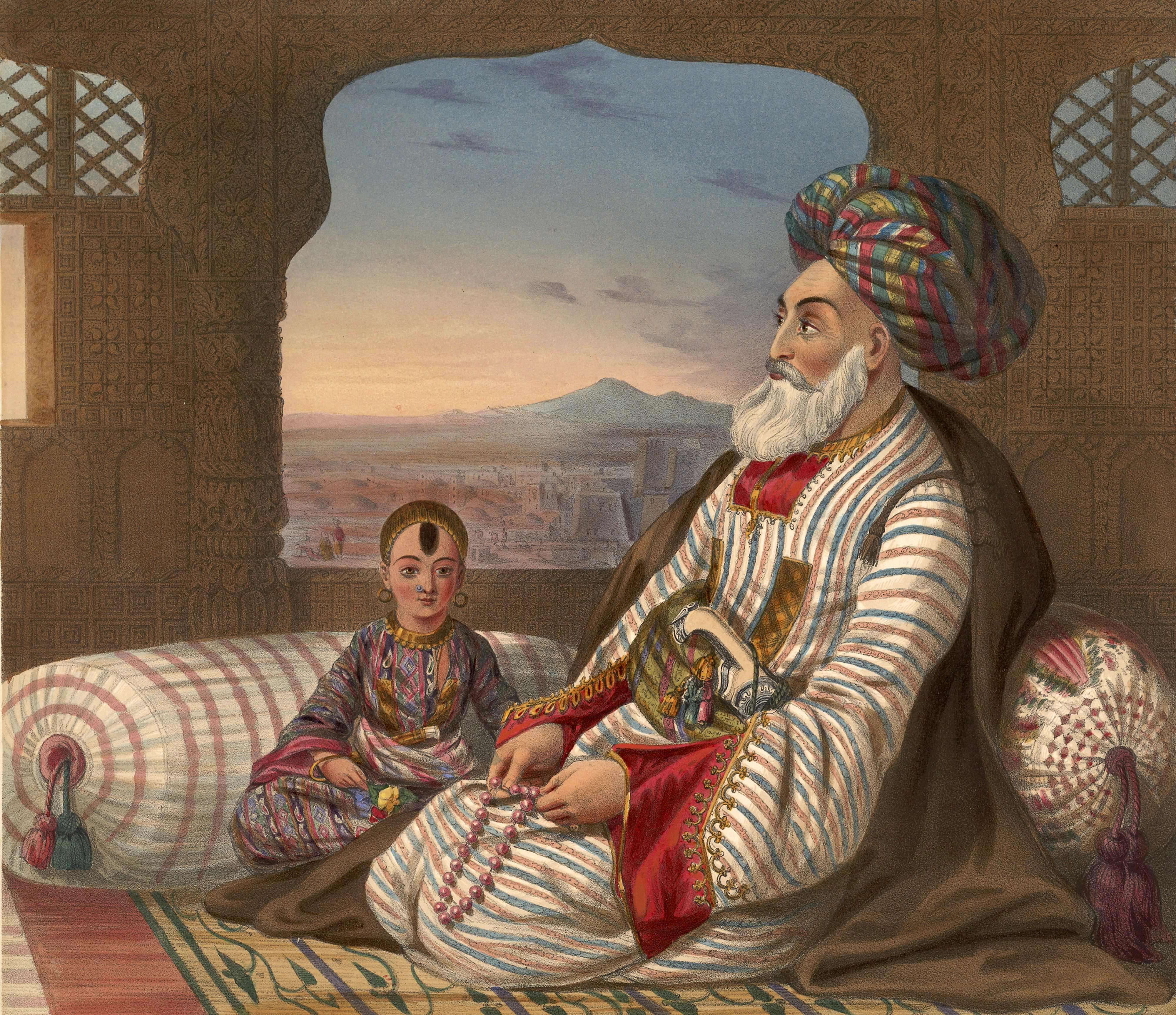
Dost Mohammed med sin yngsta hustrus son.

Dost Muhammed, född omkring 1793, död 1863, var emir av Afghanistan 1826-1839 och 1842-1863.
Dost Muhammed var son till en hövding över Barakzaiklanen. Han stod i gunst hos Afghanistans härskare Mahmud shah, men måste fly till Kashmir på grund av en förseelse gentemot en av shahens döttrar. När han återvände från exilen samlade han ihop en här och tillfångatog shahen 1818 i ett slag om Kabul. Därefter var Dost Muhammed de facto att betrakta som Afghanistans härskare.
Han var flera gånger invecklad i strider med den angloindiska regeringen. 1839 besegrades han av en engelsk expedition och måste fly från Kabul, men blev tillfångatagen och förd till Indien. Här försonades han med engelsmännen och återvände 1842 till Afghanistan. I samförstånd med engelsmännen och med stor kraft styrde han landet som emir till sin död.
Dost Muhammed är anfader till Barakzaidynastin.